# اكتشاف البرازيل

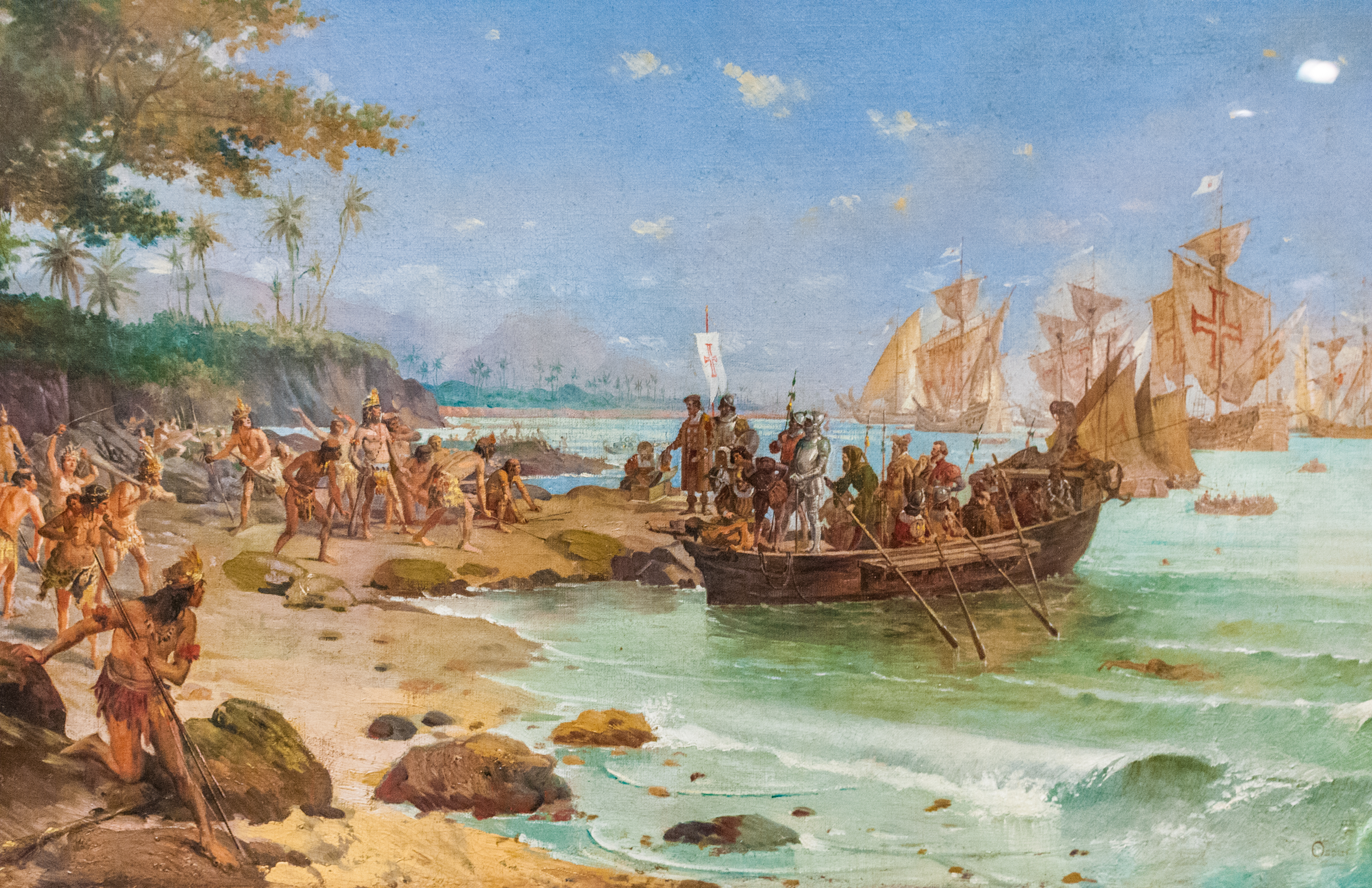
رسوّ كابرال في بورتو سيغورو، لوحة أوسكار بيريرا دا سيلفا، 1904.

غالبًا ما يُفهم الوصول الأول للمستكشفين الأوروبيين إلى أراضي البرازيل الحالية على أنه أول رؤية للأرض التي سميت لاحقًا بجزيرة فيرا كروز، بالقرب من مونتي باسكوال، بواسطة الأسطول الذي قاده الملاح البرتغالي بيدرو ألفاريز كابرال في 22 أبريل عام 1500. وكانت رحلة كابرال جزءًا مما يسمى بالاكتشافات البرتغالية.
على الرغم من استخدام مصطلح «اكتشاف البرازيل» حصريًا تقريبًا فيما يتعلق برحلة بيدرو ألفاريز كابرال، فإن المصطلح يمكن أن يشير أيضًا إلى وصول جزء من الحملة التي قادها ألونسو دي أوخيدا في أواخر عام 1499، والتي شارك فيها أميريجو فسبوتشي. وأيضًا قد يشير إلى الحملة التي قادها الملاح والمستكشف الإسباني فيسينتي يانييز بينزون، وقد وصل إلى رأس سانتو أغوستينو، وهو نتوء يقع في ولاية بيرنامبوكو الحالية في 26 يناير عام 1500. وهذا يعتبر أقدم وصول أوروبي مؤكد إلى الأراضي البرازيلية.
إن استخدام مصطلح «الاكتشاف» لهذا الحدث التاريخي يأخذ في الاعتبار وجهة نظر الشعوب من أوروبا. وقد وضعوه في التاريخ المسجل، ويعبر السجل عن مفهوم أوروبي مركزي للتاريخ.

## الاكتشاف من قبل أميريجو فسبوتشي
في عام 1499 انطلقت رحلة استكشافية مرخصة من إسبانيا بقيادة ألونسو دي أوخيدا كقائد للأسطول وخوان دي لا كوسا كملاح رئيسي لاستكشاف ساحل كتلة أرضية جديدة اكتشفها كولومبوس في رحلته الثالثة وبشكل خاص للتحقيق في المصدر الغني باللؤلؤ الذي أبلغ عنه كولومبوس. وموّل فسبوتشي وداعموه اثنتين من السفن الأربع في الأسطول الصغير.
غادرت السفن إسبانيا في 18 مايو عام 1499 وتوقفت أولًا في جزر الكناري قبل الوصول إلى أمريكا الجنوبية في مكان ما بالقرب من سورينام أو غويانا الفرنسية الحالية. ومن هناك انقسم الأسطول: تقدم أوخيدا إلى الشمال الغربي نحو فنزويلا الحديثة بسفينتين، بينما اتجهت السفينتان الأخريان جنوبًا بقيادة فسبوتشي. والسجل الوحيد للرحلة المتجهة جنوبًا يأتي من فسبوتشي نفسه. وقد افترض أنهم كانوا على ساحل آسيا وكان يأمل بالتوجه جنوبًا أن يدوروا حول «رأس كاتيغارا» المجهول ويصلوا إلى المحيط الهندي، وفقًا للجغرافي اليوناني بطليموس. ومروا بنهرين ضخمين (الأمازون والبارا) اللذين كانا يصبان المياه العذبة لمسافة 25 ميلًا (40 كم) في البحر. واستمروا جنوبًا لمسافة 40 فرسخًا (نحو 240 كم أو 150 ميلًا) قبل مواجهة تيار معاكس قوي جدًا لم يتمكنوا من التغلب عليه. وأجبرت السفن على الالتفاف وتوجهت شمالًا، عائدة إلى اليابسة الأصلية. ومن هناك واصل فسبوتشي صعود ساحل أمريكا الجنوبية إلى خليج باريا وعلى طول ساحل ما يُعرف الآن بفنزويلا. وفي مرحلة ما ربما انضموا إلى أوخيدا ولكن الأدلة غير واضحة. وفي أواخر الصيف قرروا التوجه شمالًا إلى المستعمرة الإسبانية في هسبنيولا في جزر الهند الغربية لإعادة الإمداد وإصلاح سفنهم قبل العودة إلى ديارهم. بعد هسبنيولا شنوا غارة قصيرة لأخذ العبيد في جزر الباهاما، وأسروا 232 مواطنًا أصليًا، ثم عادوا إلى إسبانيا.

## الاكتشاف من قبل فيسينتي يانييز بينزون
يؤكد العديد من الباحثين أن المكتشف الحقيقي للبرازيل كان الملاح الإسباني فيسينتي يانييز بينزون، الذي نزل في 26 يناير عام 1500 في رأس سانتو أغوستينو، على الساحل الجنوبي لبيرنامبوكو. وتعتبر هذه أقدم رحلة أوروبية موثقة إلى ما يُعرف الآن بالأراضي البرازيلية.
أبحر الأسطول المكون من أربع سفن شراعية من بالوس دي لا فرونتيرا في 19 نوفمبر عام 1499. وبعد عبور خط الاستواء واجه بينزون عاصفة شديدة. وفي 26 يناير عام 1500 رأى الرأس وأرسى سفنه في ميناء محمي يسهل الوصول إليه بالقوارب الصغيرة بعمق 16 قدمًا، كما يتضح من السبر. وكان الميناء المذكور هو خليج سوابي الواقع على المنحدر الجنوبي للرأس، والذي أطلقت عليه البعثة الإسبانية اسم رأس سانتا ماريا دي لا كونسولاسيون. لم تزعم إسبانيا أنها من حققت هذا الاكتشاف، على الرغم من تسجيله بدقة من قبل بينزون وتوثيقه من قبل مؤرخين مهمين في ذلك الوقت مثل بييترو مارتيري دانغييرا وبارتولومي دي لاس كاساس. كانت إسبانيا والبرتغال قد وقعتا معاهدة توردسيلاس لتقسيم مناطق نفوذهما في العالم الجديد، وكان من المقرر أن تسيطر البرتغال على هذه المنطقة.
خلال الليل بعد الوصول، لاحظ الإسبان عن بعد حرائق كبيرة مشتعلة على طول الساحل الشمالي الغربي. وفي صباح اليوم التالي أبحروا في اتجاه الحرائق حتى وصلوا إلى نهر، أطلق عليه بينزون اسم «ريو فورموسو». وعلى طول ضفاف النهر واجه طاقمهم مواجهة عنيفة مع السكان الأصليين المحليين (المعروف الآن أنهم ينتمون إلى قبيلة بوتيغوارا)، وهو حدث سجله المؤرخ الإسباني.
باتجاه الشمال دار بينزون حول رأس ساو روكي ووصل إلى نهر الأمازون في فبراير، والذي أطلق عليه اسم سانتا ماريا دي لا مار دولسي. ومن هناك واصل رحلته إلى منطقة غيانا ثم إلى البحر الكاريبي وعبر المحيط الأطلسي. ووصل إلى إسبانيا في 30 سبتمبر عام 1500.
أبحر ابن عم بينزون، دييغو دي ليبي، برحلة موازية، حيث انطلق من بالوس في عام 1499، بعد عشرين يومًا من أسطول بينزون. ووصل ليبي إلى رأس سانتو أغوستينو في فبراير عام 1500، لكنه أبحر بضعة أميال إلى الجنوب ملاحظًا أن الساحل مائل بشكل ملحوظ إلى الجنوب الغربي. ومن هناك اتبع نفس الطريق إلى الشمال والبحر الكاريبي كما فعل بينزون.
تُظهر الخريطة التي رسمها خوان دي لا كوسا، وهي خريطة رسمت في عام 1500 بناءً على طلب أول ملوك إسبانيا - المعروفين باسم الملكين الكاثوليكيين - ساحل أمريكا الجنوبية مزينًا بالأعلام الإسبانية من رأس دي لا فيلا (في كولومبيا الحالية) إلى أقصى نقطة شرقية في القارة. وكُتب في النص المصاحب، «Este cavo se descubrio en año de mily IIII X C IX por Castilla syendo descubridor vicentians» (حرفيًا «جرى اكتشاف هذا الرأس في عام 1499 من قبل قشتالة، وكان فيسينتي يانييز هو المكتشف»). ويشير هذا على الأرجح إلى وصول بينزون إلى رأس سانتو أغوستينو في أواخر يناير من عام 1500.
تُظهر الخريطة جزيرة في الشرق منفصلة عن البر الرئيسي، وُضعت علامة عليها بأنها من اكتشاف البرتغال، وملونة باللون الأزرق. وربما كان دي لا كوسا ينوي إظهار الأرض التي اكتشفها بيدرو ألفاريز كابرال في عام 1500، والتي أطلق عليها اسم «تيرا دي فيرا كروز» أو «دي سانتا كروز». واعتقد البرتغاليون أنها جزيرة (جزيرة فيرا كروز) تقع في المحيط الأطلسي، وتفصل أوروبا عن جزر الهند.
في الثلاثين من أكتوبر عام 1500 تزوج مانويل الأول ملك البرتغال بماريا من أراغون وقشتالة، ابنة الملكين الكاثوليكيين وشقيقة زوجته الأولى إيزابيلا من أراغون (التي توفيت أثناء ولادة صعبة). وقد أدى هذا الاتحاد إلى تأسيس علاقة أسرية عميقة بين الدولتين الكاثوليكيتين في البرتغال وإسبانيا.
في العام التالي انطلقت أول بعثة برتغالية لاستكشاف الساحل البرازيلي من لشبونة، وأوكلت إلى أميريجو فسبوتشي وقادها غونزالو كويلو. وفي 17 أغسطس عام 1501 رصد الأسطول رأس ساو روكي في ريو غراندي دو نورتي الحالية، والذي اكتشفه بينزون بالفعل (كانت حسابات خطوط العرض دقيقة نسبيًا في ذلك الوقت، على الرغم من أن خطوط الطول كانت خاطئة تمامًا). وأبحر البرتغاليون جنوبًا وتتبعوا الساحل الشرقي للبرازيل بالكامل. وبالقرب من سانتا كروز كابراليا وجدوا اثنين من المنفيين من أسطول كابراليا وأنقذوهما. وأدركوا حينها أن كابراليا لم يكتشف جزيرة فحسب، بل هي امتداد لساحل القارة الجديدة. ثم أبحر الأسطول إلى رأس سانتا ماريا في الأوروغواي الحالية.
وفي وقت لاحق أرسل التاج الإسباني الملاح خوان دياز دي سوليس في رحلة استكشافية لاستكشاف الأراضي المخصصة لإسبانيا وفقًا لمعاهدة توردسيلاس - التي مر خطها الوهمي على طول ساحل ولاية ساو باولو الحالية بالقرب من كانانيا. وقد جرى تكريم فيسينتي يانييز بينزون لاكتشافه البرازيل من قبل الملك فرناندو الثاني ملك أراغون في 5 سبتمبر عام 1501.